# Sacro Cuore di Gesù a Castro Pretorio
Sacro Cuore di Gesù a Castro Pretorio är en titelkyrka och mindre basilika i Rom, helgad åt Jesu heliga hjärta. Kyrkan är belägen vid Via Marsala i Rione Castro Pretorio och tillhör församlingen Sacro Cuore di Gesù a Castro Pretorio.

## Historia
Kyrkan uppfördes på initiativ av Giovanni Bosco (1815–1888; helgonförklarad 1934), grundare av Salesianorden.
Kyrkan uppfördes åren 1879–1887 i nyrenässans efter ritningar av arkitekten Francesco Vespignani. Den första stenen lades den 16 augusti 1879 av kardinal Raffaele Monaco La Valletta och kyrkan konsekrerades den 14 maj 1887 av kardinal Lucido Maria Parocchi.
Fasaden har två våningar; den nedre har tre axlar, medan den övre har en axel. Portalbyggnaden har en lynett med en mosaik som framställer Jesu heliga hjärta. Sidoportalerna har mosaiker föreställande Josef från Nasaret respektive Frans av Sales; den senare håller i sin bok Filotea. Nedervåningens balustrad bär två statyer: den ena föreställer Augustinus (av Adolfo Pantorese) och den andra Frans av Sales (av Costantino Baroni). Kyrkans kampanil kröns av en förgylld kolossalstaty, föreställande Frälsaren, utförd efter en bozzetto av Enrico Cattaneo.
Interiörens grundplan har formen av ett latinskt kors; de tre skeppen avdelas av kolonner i Bavenogranit. Mittskeppets innertak är särskilt rikt dekorerat. I sakristian finns Orazio Borgiannis Jungfru Marie himmelsfärd. Högaltarmålningen utgörs av Francesco de Rohdens Jesu heliga hjärta.
I sidoskeppen finns sidoaltaren; tre på var sida.
Det första sidoaltaret på höger hand är invigt åt den heliga Maria Domenica Mazzarello, grundare av Salesiansystrarna; altarmålningen är ett verk av Paolo Giovanni Crida. Det andra sidoaltaret är invigt åt den helige Frans av Sales med en altarmålning av Attilio Palombi. Det tredje sidoaltaret är invigt åt den helige Josef. Målningen av Giuseppe Rollini framställer Josef som den universella Kyrkans beskyddare.
Det första sidoaltaret på vänster sida är invigt åt Jungfru Marias föräldrar, Anna och Joakim, och Guido Guidis målning från 1914 visar hur de lär sin dotter att läsa. Det andra altaret, invigt åt de heliga Giovanni Bosco och Domenico Savio, har en målning av Paolo Giovanni Crida. Det tredje altaret är invigt åt Jungfru Maria, de kristnas hjälp (Santa Maria Ausiliatrice). Målningen föreställande Jungfru Maria och Jesusbarnet kröntes den 31 maj 1963.

## Titeldiakonia
Sacro Cuore di Gesù a Castro Pretorio stiftades som titeldiakonia av påve Paulus VI år 1965.
Kardinaldiakoner
- Maximilien de Fürstenberg, titulus pro illa vice: 1967–1988
- Giovanni Saldarini, titulus pro illa vice: 1991–2011
- Giuseppe Versaldi: 2012–

## Bilder
| - Kampanilen med den förgyllda Kristusstatyn. - Jungfru Marie himmelsfärd, utförd av Orazio Borgianni. - Santa Maria Ausiliatrice, målning i Santuario di Maria Ausiliatrice i Turin. |